# تاریخ جدول تناوبی

مجموعه ای از اسناد تاریخی که منجر به توسعه جدول تناوبی شد.

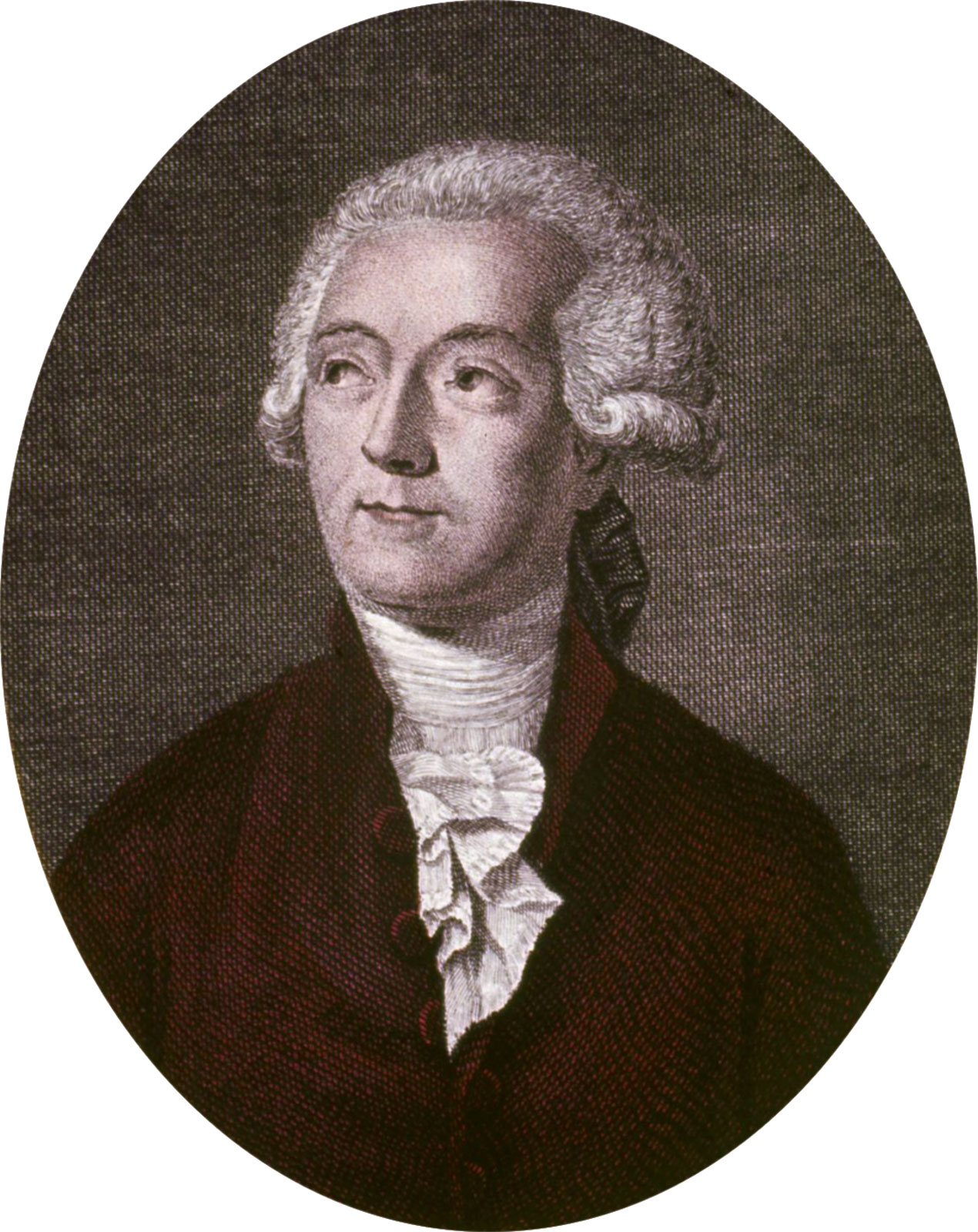
آنتوان لاووازیه

جدول تناوبی عناصر شیمیایی بر اساس اعداد اتمی و آرایش الکترون و خواص شیمیایی تنظیم شده‌است. ترتیب عناصر ارائه شده در جهت افزایش عدد اتمی است. به صورت استاندارد جدول متشکل از یک شبکه که در آن ردیف نام دوره‌ها و ستون‌ها به نام گروه می‌باشند.
تاریخچه جدول تناوبی نشان دهنده بیش از یک قرن از رشد در درک خواص شیمیایی می‌باشد. مهم‌ترین رویداد در تاریخ آن در سال ۱۸۶۹ رخ داده‌است؛ یعنی زمانی که جدول تناوبی توسط دیمیتری مندلیف بر پایه اکتشافات اولیه دانشمندان قبلی مانند آنتوان لاووازیه و جان نولندس  منتشر شد.

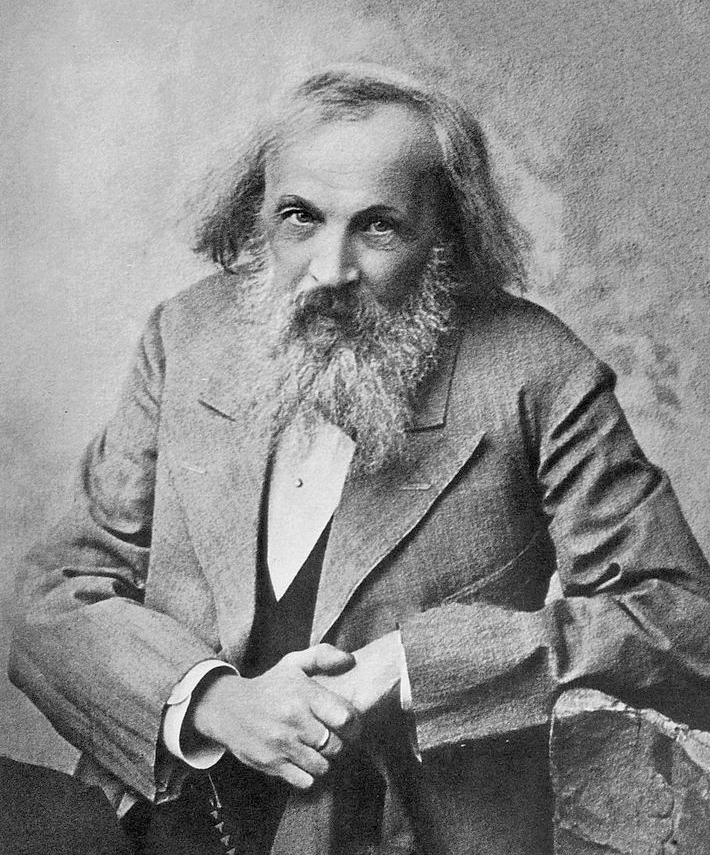
دیمیتری ایوانویچ مندلیف